# Analyse d'émanations électromagnétiques
L'analyse d'émanations électromagnétiques consiste à étudier le rayonnement électromagnétique provenant d'un appareil ou d'un circuit électronique pour comprendre son fonctionnement et/ou obtenir des informations secrètes.  Par exemple, cette technique est utilisée en cryptanalyse pour retrouver la clé secrète présente dans un circuit de chiffrement. 

## Analyse du rayonnement électromagnétique

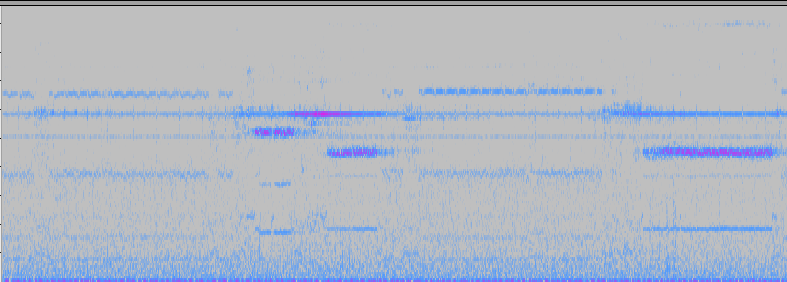
Un spectogramme montrant un chiffrement et un déchiffrement RSA. Les deux appels de fonction se reconnaissent aux bandes larges pourpres, signes d'un calcul.

### Attaques par canaux auxiliaires
Une des premières utilisations du rayonnement électromagnétique des circuits est son utilisation afin d'en déduire des informations secrètes. Ce type d'utilisation du rayonnement électromagnétique peut être classé dans la catégorie des attaques par canal auxiliaire.
En effet, les portes logiques constituant un circuit dégagent des émissions électromagnétiques lors de chacune de leurs commutations. Or, dans un circuit, toutes les portes logiques ne commutent pas à chaque cycle d'horloge et donc les émanations électromagnétiques seront proportionnelles au nombre de portes logiques commutant. Grâce à l'utilisation de certains algorithmes d'analyse mathématique (Distance de Hamming...), il est donc possible de retrouver la clé de chiffrement en se basant sur une analyse des variations des émanations électromagnétiques du circuit.

### Analyse de performances
Une autre utilisation des émanations électromagnétiques est l'évaluation de performances de circuits.

## Analyse du rayonnement thermique
Un circuit dégage de la chaleur, celle-ci varie en fonction du courant et des composants. La température n'est ainsi pas homogène au sein du circuit ce qui peut révéler des détails intéressants. 
Une attaque possible décrite par Xilinx, un constructeur de FPGA, consiste à disposer de deux circuits : une version renforcée par divers moyens (blindage par superposition de couches métalliques, stockage non volatil, etc.) et une deuxième version sans protection particulière. En comparant le rayonnement thermique lorsque des opérations identiques sont exécutées sur les deux circuits, il est possible de déterminer l'emplacement de certains bits. L'attaquant peut alors interférer avec le contenu de manière ciblée grâce à un laser ou une source électromagnétique de forte puissance.